# Dueholm

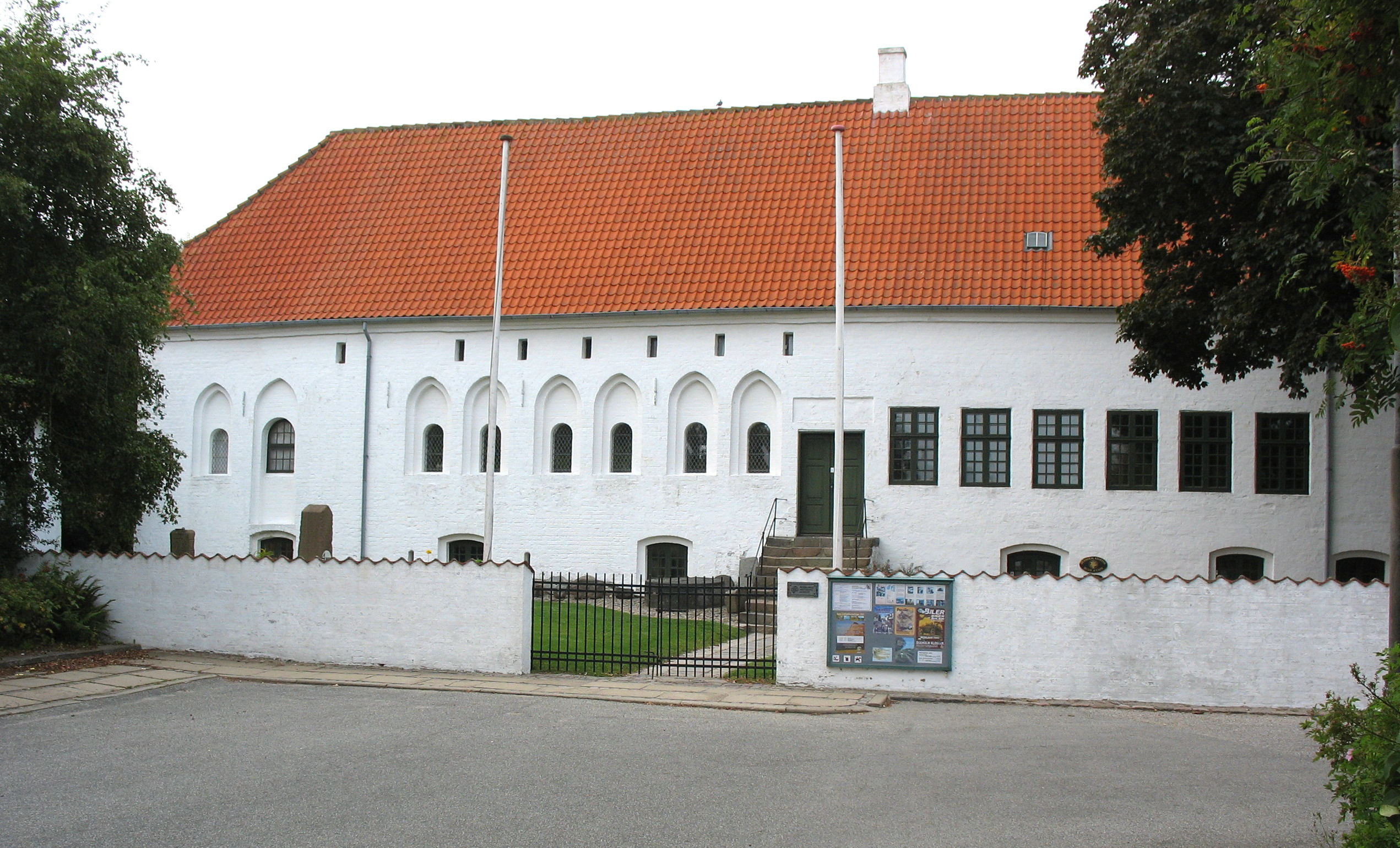
Dueholms huvudbyggnad.

Dueholm är ett före detta kloster i Nykøbing Mors på ön Mors i Limfjorden i norra Jylland, i Morsø kommun i Region Nordjylland. Klostret tillhörde johanniterorden från 1300-talet till 1556 och såldes 1664 till en privat ägare. Det var sedan herrgård, och hyser numera Morslands historiska museum inom Museum Mors.